# Јукатански паук-мајмун
Јукатански паук-мајмун (Ateles geoffroyi yucatanensis) је подврста црноруког паук-мајмуна, врсте примата (Primates) из породице пауколиких мајмуна (Atelidae).

## Распрострањење
Ареал подврсте је ограничен на мањи број држава. Подврста је присутна у следећим државама: Мексико, Гватемала и Белизе.

## Угроженост
Ова подврста се сматра угроженом.